# Lass mich los (Madeline-Juno-Lied)
Lass mich los ist ein Lied der deutschen Singer-Songwriterin Madeline Juno aus dem Jahr 2021. Das Stück ist die dritte Singleauskopplung aus ihrem fünften Studioalbum Besser kann ich es nicht erklären sowie Teil der EP Bevor ich dich vergesse.

## Entstehung und Artwork

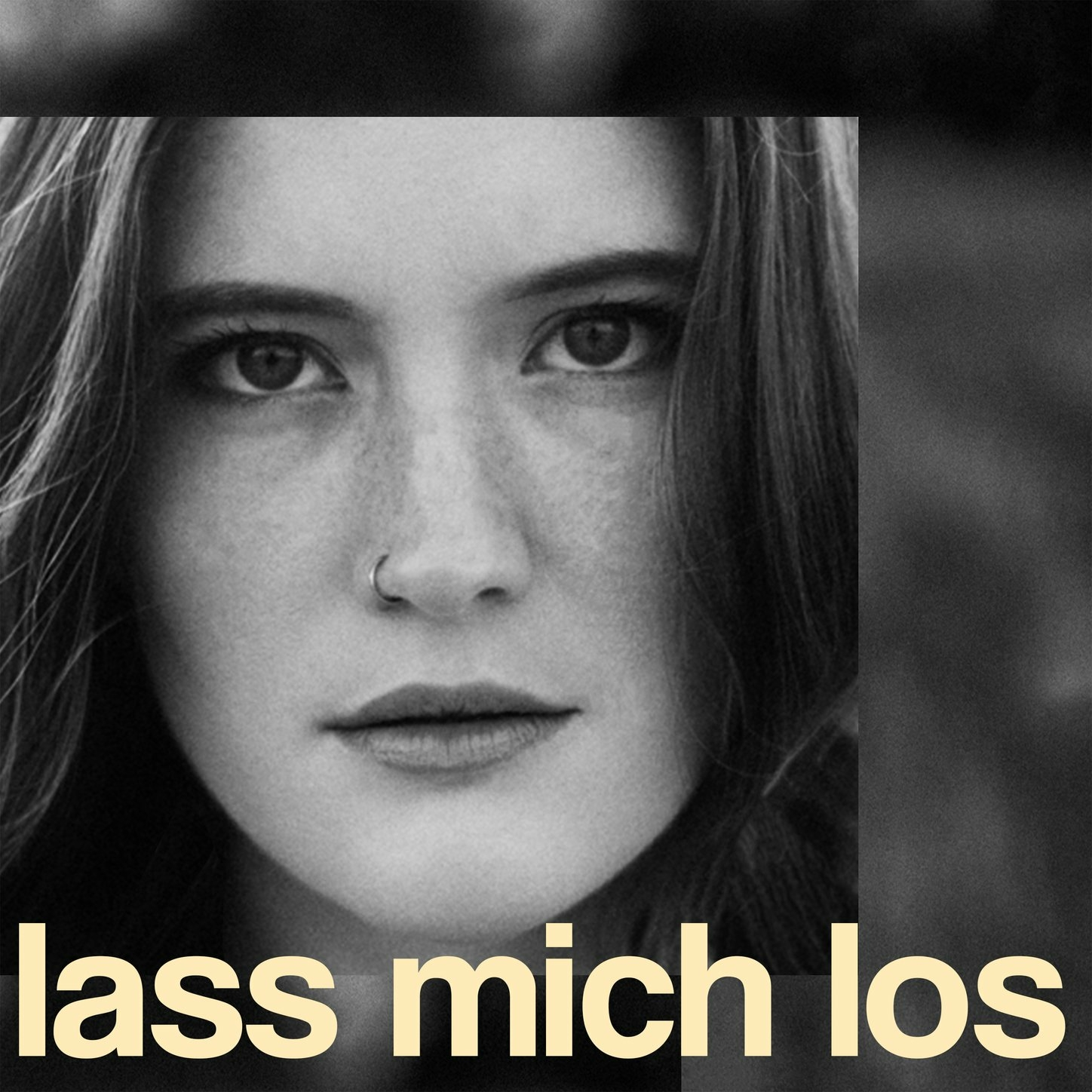
Frontcover zur Akustik-Single

Das Lied wurde von der Interpretin selbst, gemeinsam mit dem Berliner Musiker Joschka Bender und dem Koblenzer Sänger Wieland Stahnecker (Blinker), geschrieben. Bender zeichnete darüber hinaus auch für die Aufnahme, Instrumentierung, Produktion und Programmierung verantwortlich. Für die Instrumentierung spielte er dabei die Gitarre und das Keyboard ein. Blinker arbeitete bei der Produktion zu Besser kann ich es nicht erklären erstmals mit Juno zusammen. Bender ist bereits seit Beginn von Junos Karriere im Jahr 2013 festes Mitglied ihrer Liveband und an diversen Produktionen, in verschiedenen Funktionen, beteiligt. Abgemischt wurde das Lied durch den in Köln wirkenden Toningenieur Yunus Cimen (Kingsize). Das Mastering erfolgte durch GKG Mastering in Freising, unter der Leitung des Studioinhabers Ludwig Maier.
Auf dem Frontcover der Single ist – neben dem Liedtitel – Juno zu sehen. Es zeigt lediglich ihr Gesicht, mit dem Blick zur Kamera. Ein alternatives Coverbild zeigt das gleiche Artwork in schwarz-weiß. Die Fotografie stammt vom Berliner Filmemacher und Fotografen Danny Jungslund, der zuvor auch schon Regie für Junos Musikvideo zu Über Dich (November 2020) führte.

## Veröffentlichung und Promotion
Die Erstveröffentlichung von Lass mich los erfolgte als Single am 12. Februar 2021 bei Embassy of Music. Diese erschien als digitaler Einzeltrack zum Download und Streaming. Der Vertrieb erfolgte durch Tonpool, verlegt wurde das Lied durch BMG Rights Management und Universal Music Publishing. Etwa einen Monat nach der Erstveröffentlichung, erschien am 5. März 2021 eine Singleausführung mit einer Pianoversion des Liedes. Diese erschien ebenfalls als digitaler Einzeltrack zum Download und Streaming. Eingespielt wurde diese mit Sebastian Henzl am Piano, einem festen Mitglied ihrer Liveband. Wiederum einen Monat später erschien das Lied, in beiden Versionen, als Teil von Junos dritter EP Bevor ich dich vergesse am 9. April 2021, dessen dritte Singleauskopplung es ist. Am 14. Januar 2022 erschien Lass mich los in seiner Studioversion als Teil von Junos fünften Studioalbum Besser kann ich es nicht erklären (Katalognummer: 770200), dessen dritte Singleauskopplung es ist.
Juno selbst verkündete die Singleveröffentlichung erstmals am 8. Februar 2021 mit den Worten: „Freitag. This one’s gonna hurt“ (englisch für „Freitag, das wird weh tun“). Nach der Singleveröffentlichung wurde Juno von Spotify zum Cover der „Deutschpop Playlist“ auserwählt. Um das Lied weiter zu bewerben, erfolgte unter anderem ein Liveauftritt in akustischer Fassung, bei einem Onlinekonzert am 18. März 2021, dass im Zuge der Konzertreihe #SEATsounds LIVE erfolgte, oder auch ein Liveauftritt am 15. April 2021 in der ZDF-Musikshow Stay Live, bei dem Juno eine Art Minikonzert mit sechs Titeln spielte, darunter auch Lass mich los.

## Inhalt
| „Wenn es doch stimmt, was du erzählst. Dir wär so wichtig, wie’s mir geht. Dann lass mich los. Und wenn es stimmt, dass du mir wünschst. Ohne dich glücklich sein zu könn’n. Dann lass mich los. Dann lass mich los, lass mich los.“ – Refrain, Originalauszug | Der Liedtext zu Lass mich los ist in deutscher Sprache verfasst und stammt von der Interpretin selbst sowie Joschka Bender und Blinker. Alle Texter komponierten zugleich die Musik in der Tonart as-Moll mit 148 Schläge pro Minute. Musikalisch bewegt sich das Lied im Bereich der Popmusik. Juno selbst beschrieb Lass mich los als einer ihrer „liebsten“ Lieder, die sie bis dato geschrieben habe. Es sei die Fortsetzung zu Obsolet und Über Dich, in der es um den „Abnabelungsprozess“ eines „Herzschmerzes“ ginge. In Lass mich los gehe es darum, dass man für sich selbst seine Grenzen erkannt oder definiert habe, diese kommuniziert und sage, bis hierhin und nicht weiter: „Du kannst meine Gefühle nicht mit Füßen treten und dann ein Jahr zu spät wieder versuchen sie zu kontrollieren, das geht so nicht“. Juno hoffe, dass das Lied anderen dabei helfe, ihre eigenen „Boundaries“ (englisch für „Grenzen“) zu definieren und diese klar kommunizieren zu können, wenn jemand zu weit gehe. Mit Zeilen wie: „Und das Ding ist, ich bin mir sicher, dass ich dich auch in zehn Jahr’n irgendwie noch lieb“ zeige sie zudem auch ihre „innere Zerrissenheit“ auf. |

Aufgebaut ist das Lied aus einem Intro, zwei Strophen, einem Refrain, einer Bridge und einem Outro. Es beginnt mit dem Intro, das lediglich aus einem „Mh-mh, mh-mh“ besteht. Es folgt die ersten Strophe, die als Achtzeiler geschrieben wurde. Darauf folgt zunächst der vierzeilige Prechorus, ehe der eigentliche Refrain mit seinen acht Zeilen einsetzt. Der gleiche Aufbau wiederholt sich mit der zweiten Strophe. Nach dem zweiten Refrain setzt als musikalisches Zwischenspiel die Bridge ein, die sich aus einem sich wiederholenden Vierzeiler zusammensetzt. Danach setzt zum dritten und letzten Mal der Refrain ein, ehe das Stück mit dem Outro endet. Das Outro greift wieder das „Mh-mh, mh-mh“ aus dem Intro auf, welches sich zum Abschluss des Liedes mehrfach wiederholt.

## Musikvideo
Zu Lass mich los wurde je ein Musikvideo zum Original und eines zur Pianoversion gedreht. Zunächst feierte das Original seine Premiere am 14. Februar 2021 auf der Videoplattform YouTube. Dieses beginnt mit Juno, die alleine auf dem Bett in ihrem Motel-Zimmer sitzt. Nach einiger Zeit erhält sie eine WhatsApp-Nachricht, worauf sie sich auf dem Weg zu einem Diner macht. Dort sitzt sie zunächst auch wieder alleine mit einem Milchshake. Plötzlich sitzt sie sich selbst mit ihrem Ex-Freund (gespielt von Kai Krüger), beim rumalbern, gegenüber. Währenddessen schenkt ihr die Dublette einen kurzen bösen Blick. Juno schaut den beiden kurz zu, ehe sie das Diner wieder verlässt. Zurück am Motel angekommen, wartet ihr Ex-Freund auf sie. Er sucht das Gespräch, aber Juno lässt ihn nur vor der Tür stehen. Sie selbst bleibt auch hinter der Tür stehen, bis er plötzlich vor ihr im Zimmer steht. Juno stürmt an ihm vorbei und während er erneut das Gespräch sucht, packt sie ihre Tasche und geht. Das Video endet mit Krüger, der traurig auf dem Bett zurückbleibt. Als er sich zurückfallen lässt, entdeckt er einen Game Boy. Beim Anschalten dessen, erscheinen nach dem Startbildschirm die Worte: „Fuck You“ (englisch für „Fick dich“). Die Idee zum 3:55 Minuten langen Video stammt von Juno selbst und ihrer Managerin Britta Ostermann. Regie führte, wie schon bei Obsolet (August 2020), der Wuppertaler Filmemacher Marvin Ströter. Bis Mai 2025 zählte das Video über 1,2 Millionen Aufrufe auf YouTube.
Das Musikvideo zur Pianoversion feierte seine Premiere am 5. März 2021 auf YouTube. Dieses zeigt lediglich Juno, die sich alleine in einem Hotelraum aufhält. Wie beim Original stammt die Idee von Juno und Ostermann, während Ströter Regie führte. Die Gesamtlänge des Videos beträgt 4:35 Minuten. Bis Mai 2025 zählte das Video über 300 Tausend Aufrufe auf YouTube.

## Mitwirkende
| Liedproduktion - Joschka Bender: Gitarre, Keyboard, Komposition, Liedtext, Musikproduktion, Programmierung, Tonaufnahme - Yunus Cimen (Kingsize): Abmischung - Madeline Juno: Gesang, Komposition, Liedtext - Ludwig Maier: Mastering - Wieland Stahnecker (Blinker): Komposition, Liedtext Unternehmen - BMG Rights Management: Musikverlag - Embassy of Music: Musiklabel - GKG Mastering: Tonstudio - Tonpool: Vertrieb - Universal Music Publishing: Musikverlag | Visualisierung (Cover) - Danny Jungslund: Fotografie Musikvideo - Steffi Ganschow: Filmproduktion - Madeline Juno: Idee - Kai Krüger: Schauspielende Person (Studioversion) - Britta Ostermann: Idee - Sabrina Schnabel: Assistenz - Marvin Ströter: Beleuchtung, Kamera, Regie, Schnitt |

## Rezensionen
Matthias Reichel von CDStarts bewertete das Album Besser kann ich es nicht erklären mit 6,5 von zehn Punkten. Lass mich los hob der Rezensent dabei als einen der „Anspieltipps“ hervor.
Annika Feldmann vom Online-Magazin laut.de vergab drei von fünf Sternen für das Album. Während ihrer Kritik kam sie zum Entschluss, dass das Lied über „melancholische“ E-Gitarren und treibendem „Pop-Beat“ mit „NDW-Synthies“ verfüge.
Arne Lehrke von Plattentests.de ist der Meinung, dass sich die Titelliste zu Besser kann ich es nicht erklären durch Titel wie Lass mich los wie eine Art Fotoroman lese.

## Kommerzieller Erfolg
Die Single verfehlte den Einstieg in die Singlecharts, konnte sich aber auf Rang 50 in den iTunes-Tagesauswertungen platzieren.